# Престон Норт Энд
«Пре́стон Норт Энд» (полное название — Футбольный клуб «Престон Норт Энд»; англ. Preston North End Football Club, английское произношение: [ˈprɛstən nɔ:θ end 'futbɔ:l klʌb]) — английский профессиональный футбольный клуб из города Престон, графство Ланкашир. Основан в 1880 году. Домашние матчи с момента своего основания проводит на стадионе «Дипдейл».
«Престон Норт Энд» является первым в истории победителем Футбольной лиги Англии, основанной в 1888 году. Клуб сделал первый «золотой дубль» в истории футбола, выиграв в сезоне 1888/89 и чемпионат, и Кубок Англии, при этом не потерпев ни одного поражения, за что команда получила прозвище «Неуязвимые» (англ. The Invincibles).
В настоящее время выступает в Чемпионшипе, втором по значимости дивизионе в системе футбольных лиг Англии.

## История

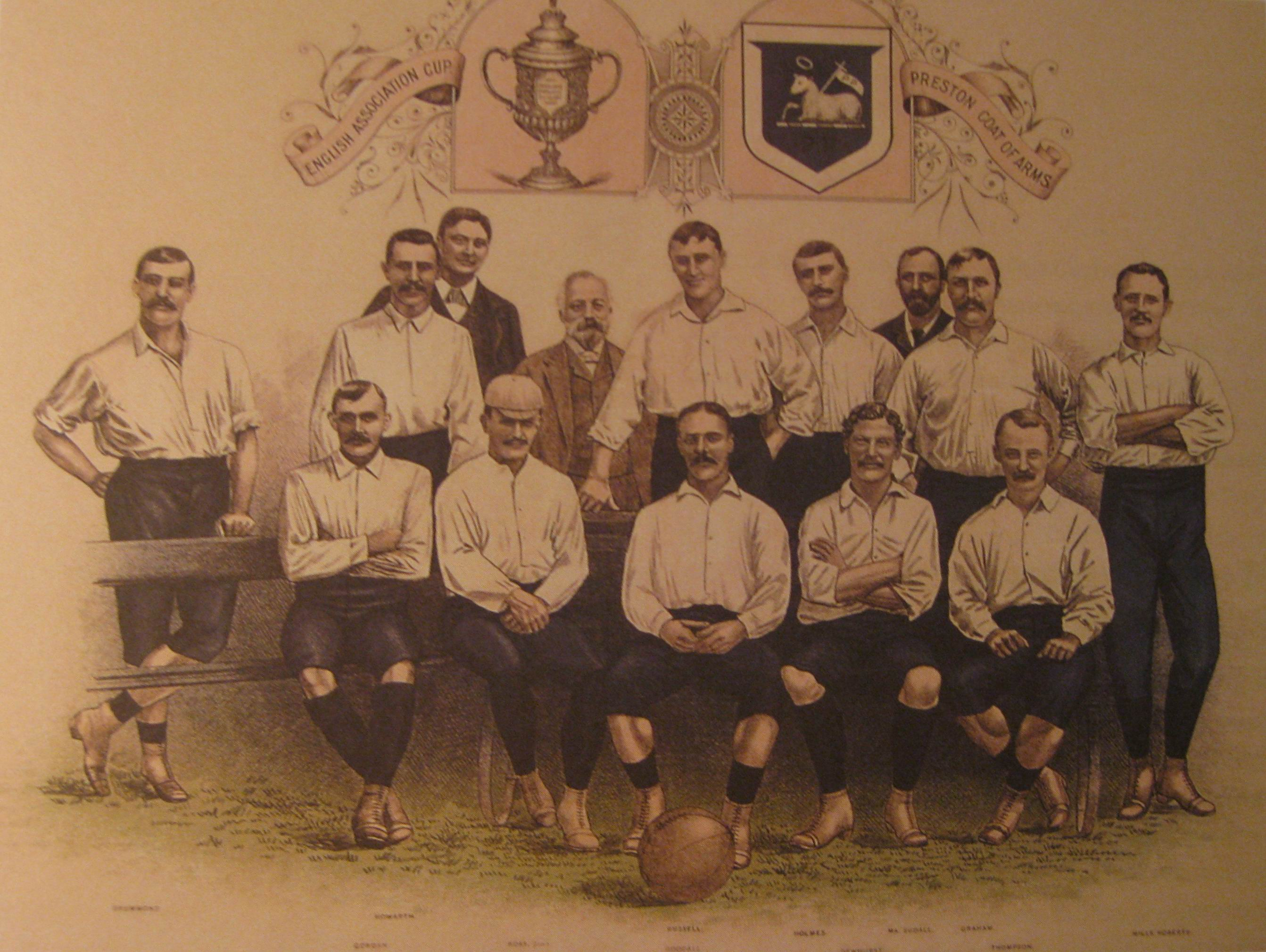
Футболисты «Престона» — победители первого розыгрыша Футбольной лиги Англии

### XIX век
В 1862 году «Престон Норт Энд» был основан как крикетный клуб, а через 16 лет в клубе был создан футбольный отдел, ставший впоследствии главным. В 1880-е годы руководителем клуба был Уильям Саделл, с именем которого связаны самые главные победы ланкаширцев. Саделл одним из первых стал платить зарплаты игрокам. Хотя признание в выплате денег было вытянуто только после обвинения руководства клуба в 1884 году. После последовавшего за скандалом годового отстранения «Престон Норт Энда» от игр зарплата игрокам была легализована. В процессе работы на посту руководителя Саделл привёл в клуб ряд сильных шотландских футболистов, которые в совокупности с классными местными игроками превратили «Престон Норт Энд» в одну из лучших команд на британских островах.
В 1888 году клуб прорвался в финал Кубка Англии, попутно установив вечный рекорд турнира, разгромив «Хайд» 26:0, но уступив в решающем матче. 17 апреля 1888 года команда стала одним из 12 клубов-основателей высшей лиги чемпионата Англии, первым чемпионом которой стал именно «Престон Норт Энд». Клуб великолепно провёл дебютный сезон, в 22 играх клуб не потерпел ни одного поражения, выиграл 18 матчей и сыграл 4 раза вничью. В том же сезоне «Престон Норт Энд» также стал обладателем Кубка Англии, победив в финале «Вулверхэмптон Уондерерс» со счётом 3:0. Таким образом, клуб стал первой в футбольной истории всего мира командой, сделавшей золотой «дубль». Футболистов «Престона» прозвали «неуязвимыми». Успешными оказались последующие 4 сезона, клуб ещё раз завоевал золотые медали и трижды занял второе место. Однако затем в истории клуба начался упадок.
Оказавшись на грани вылета из высшей лиги в 1894 году, клуб спасся, одолев в переходном матче «Ноттс Каунти». В том же году клуб весьма громко начал борьбу за национальный кубок, разгромив в первом раунде турнира клуб «Рединг» со счётом 18:0, но дойти до финала команде не удалось. Но год спустя разразился скандал. Уильям Саделл был осуждён на 3 года тюрьмы по обвинению в махинациях. Это пошатнуло финансовое состояние клуба и подкосило команду в психологическом плане. «Престон Норт Энд» были вынуждены покинуть большинство игроков, а сам клуб постепенно скатился вниз в турнирной таблице.

### XX век
Лишь спустя 3 года клубу удалось вернуться в высшую лигу, а в 1906 году команда заняла второе место. Хотя это оказалось единичным успехом. До начала Первой мировой войны «Престон Норт Энд» был постоянным середняком лиги. Во время войны чемпионаты было решено не проводить, так как большинство игроков были отправлены на фронт. По окончании войны ситуация в клубе оказалась удручающей, в результате чего «Престон Норт Энд» постоянно оказывался в подвале турнирной таблицы, а в 1925 году и вовсе покинул высшую лигу.
«Престон Норт Энд» вернулся в ввсшую лигу лишь в 1934 году, усиленный рядом первоклассных игроков. Результат не заставил себя долго ждать. В 1938 году команда завоевала свой второй Кубок Англии, победив в финале «Хаддерсфилд Таун». В том же году клуб занял третье место в турнирной таблице. Но полностью реализовать свой потенциал клубу помешала Вторая мировая война, хотя во время конфликта «Престон Норт Энд» завоевал Военный Кубок, который временно заменил Кубок Англии.
В начале 1960-х клуб снова покинул высшую лигу, как казалось, навечно. В течение 30 лет клуб находился в бездне многочисленных английских футбольных лиг. Окончательного дна клуб достиг в 1986 году, когда занял предпоследнее место в четвёртом дивизионе. Сохранить статус профессиональной команды «Престону» удалось только благодаря голосованию других клубов, которые решили оставить команду в лиге. После позорного провала в истории клуба (ведь падать больше было некуда) команда начала путь вверх.

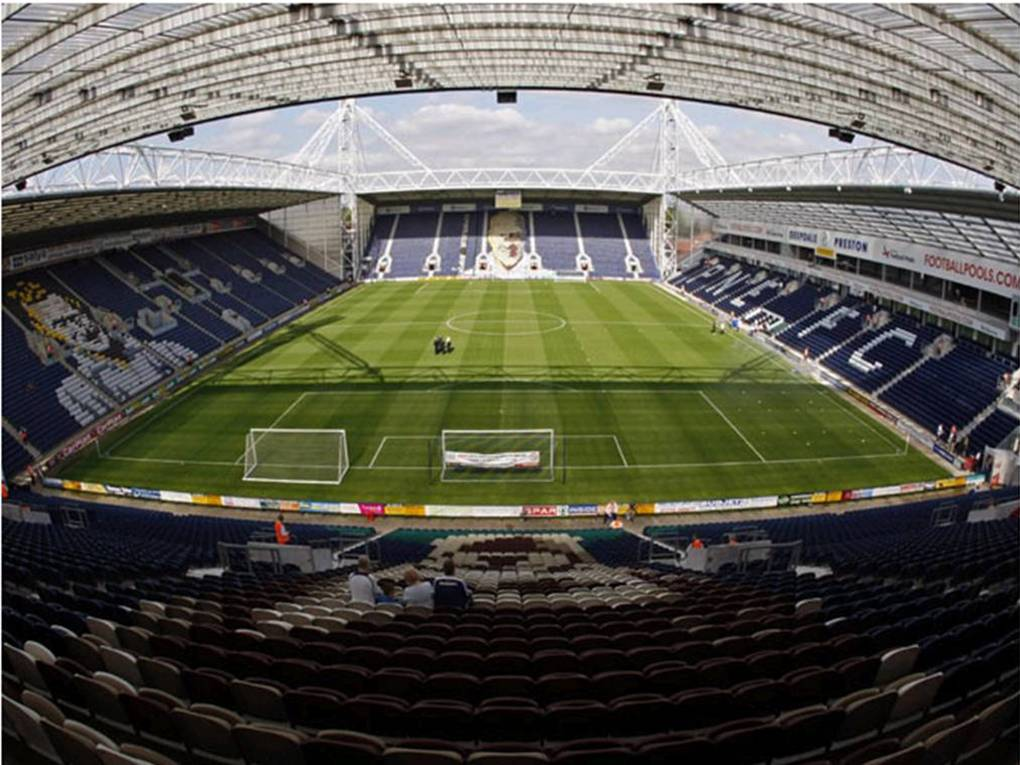
Стадион «Дипдейл»

В конце 1990-х у руля команды встал Дэвид Мойес, который до этого играл в клубе. 34-летнему специалисту удалось поднять «Престон Норт Энд» в чемпионшип и почти получилось протолкнуть клуб в премьер-лигу, но команда уступила в финале плей-офф «Болтон Уондерерс».
В 1995 году на правах аренды за «Престон Норт Энд» сыграл пять матчей Дэвид Бекхэм, забив за это время два гола.

### XXI век
В марте 2002 года Мойес покинул «Престон», перейдя в «Эвертон», а исполнять обязанности тренера остался О’Хэнлон, которому удалось добиться тех же результатов. Летом того же года на пост тренера был приглашён бывший руководитель сборной Шотландии Крейг Браун, но под его управлением клубу так и не удалось занять высокие места. После чего в «Престон Норт Энд» пришёл Билли Дэвис, которому в первый же сезон почти удалось вывести команду в премьер-лигу, однако «Престон» проиграл в финале «Вест Хэму». В следующем сезоне клубу снова удалось пробиться в плей-офф, но команда снова выбыла в полуфинале.
В сезоне 2008—2009 годов «Престон Норт Энд» занял шестое место в турнирной таблице и вновь попал в плей-офф, но не попал в Премьер-лигу.

## Противостояния
Соперничество Престона с клубом Блекпул известно как Дерби Западного Ланкашира.

## Достижения
- Первый дивизион
  - Чемпион (2): 1888/1889, 1889/1890
  - Вице-чемпион (6): 1890/91, 1891/92, 1892/93, 1905/06, 1952/53, 1957/58
- Кубок Англии
  - Обладатель (2): 1888/89, 1937/38
  - Финалист (5): 1887/88, 1921/22, 1936/37, 1953/54, 1963/64
- Военный кубок Футбольной лиги
  - Обладатель: 1940/41